# Durvillaea antarctica
Durvillea antarctica, auch Cochayuyo oder Bull Kelp genannt, ist eine große Seetangart der Braunalgen aus dem subantarktischen Küstenbereich. Sie erreicht eine Länge von bis zu 10 Meter. Der Artname D. antarctica ist irreführend, da sie nicht in der antarktischen Region vorkommt. Die Gattung wurde zu Ehren von Jules Dumont d’Urville benannt. Die Alge wird in Chile als Grundnahrungsmittel genutzt und ist hier als Cochayuyo bekannt. Auch in Südaustralien wurde die Algenart von den Ureinwohnern als Nahrung genutzt.

## Merkmale
Bei der Durvillea antarctica handelt es sich um eine widerstandsfähige Großalge mit einem kräftigen Cauloid (Stiel). Das Rhizoid (Wurzel) ist ebenfalls gut ausgebildet und mit einem enormen Haftungsvermögen versehen. Das Phylloid (das blattähnliche Organ der Alge) ist schmal und band-förmig. Im Phylloid befinden sich Luftkammern, die Honigwaben ähneln. Dadurch und durch das massive Haftorgan bekommt die Alge eine enorme Widerstandskraft gegen starke Wellen und Brandung. Wenn die Alge vom Substrat losgerissen wird, fördern die Luftkammern durch Auftrieb auch den Transport der Alge. Die Art ist dadurch wahrscheinlich auf der Südhalbkugel stärker verbreitet als die anderen Arten ihrer Gattung, deren Phylloiden keine Luftkammern enthalten.

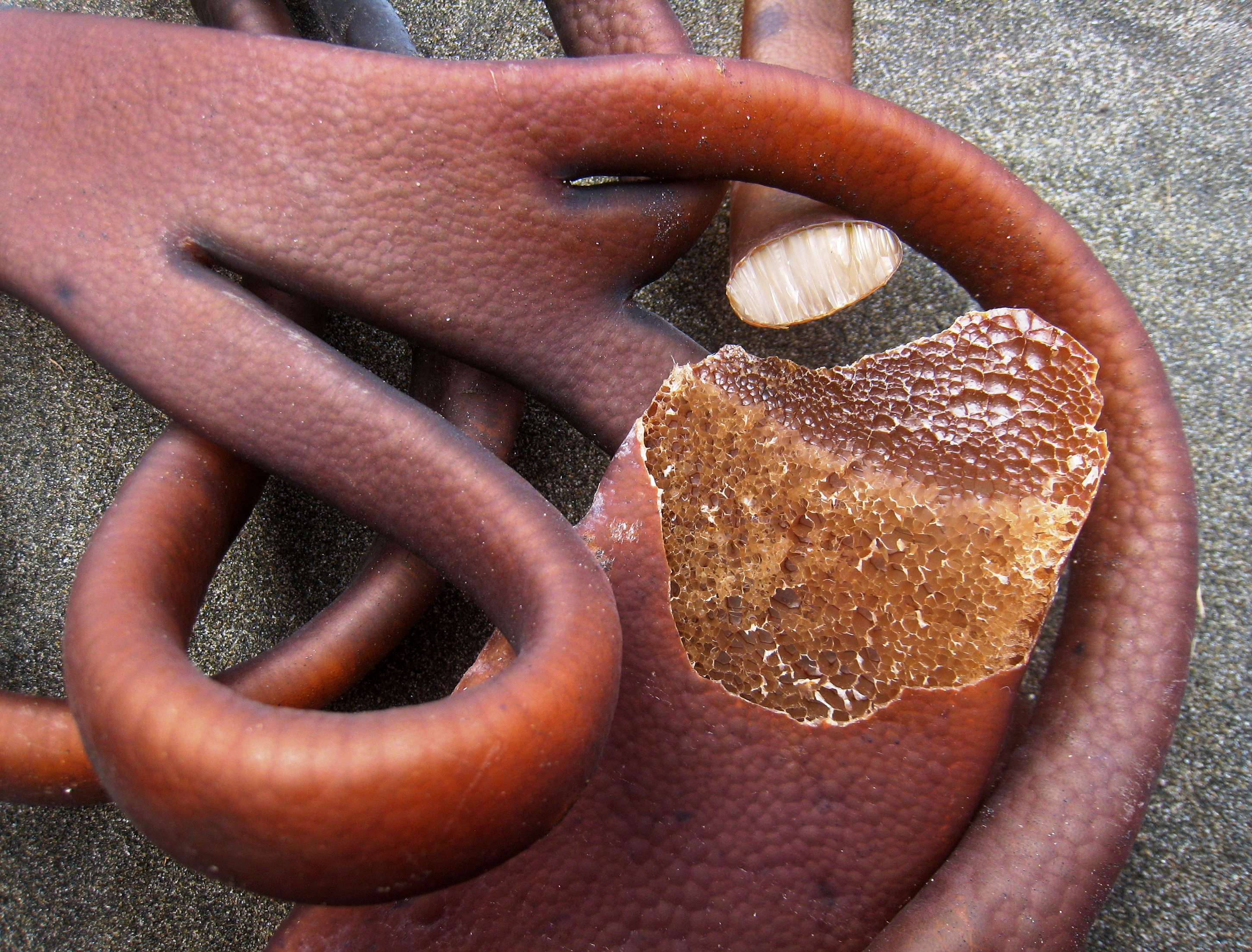
Die honigwaben-ähnliche Struktur innerhalb des Blattes

Das Wachstum erfolgt diffus und nicht, wie bei anderen Vertreter der Ordnung Fucales, durch eine Scheitelzelle.

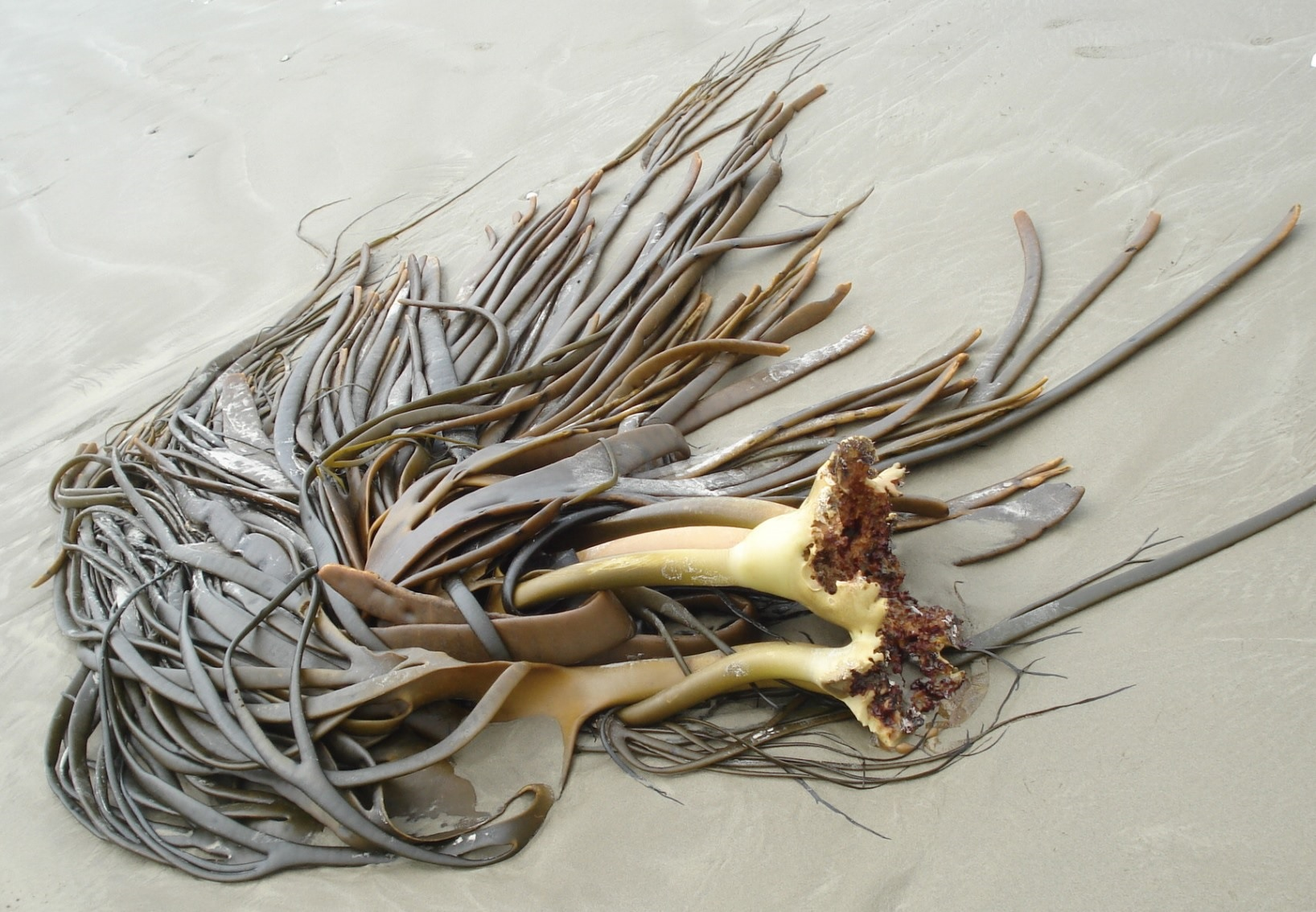
Durvillaea antarctica – losgerissen und angespült (Neuseeland / Otago (Region))

### Fortpflanzung
Durvillaea antarctica hat wie alle Arten der Gattung einen diplontischen Lebenszyklus ohne einen Generationswechsel. Es werden durch eine Meiose unbewegliche Eizellen und bewegliche Spermatozoiden gebildet (Oogamie). Die Spermatozoiden sind heterokont begeißelt und werden durch das Pheromon Hormosirene von den Eizellen angelockt. Nach der Befruchtung wird sofort wieder eine diploide Alge gebildet.

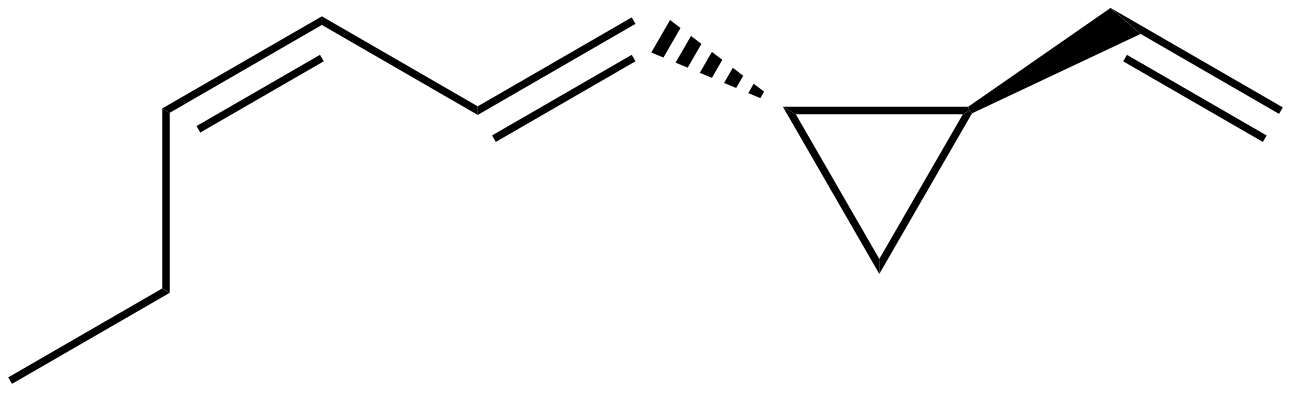
Das Pheromomon Hormosirene

## Verbreitung
Die Verbreitung reicht nördlich von 29° S in Chile über die subantarktischen Inseln bis Neuseeland.